# Página web estática
Una página web estática (a veces llamada página plana o página estacionaria) es una página web que se entrega al navegador del usuario exactamente como está almacenada, en contraste con las páginas web dinámicas que son generadas por una aplicación web.
En consecuencia, una página web estática muestra la misma información para todos los usuarios, de todos los contextos, con sujeción a las capacidades modernas de un servidor web para negociar el tipo de contenido o el idioma del documento cuando esas versiones están disponibles y el servidor está configurado para hacerlo.

## Visión general
Las páginas web estáticas suelen ser documentos HTML, CSS y JavaScript, almacenados como archivos en el sistema de archivos y puestos a disposición por el servidor web a través de un protocolo de transferencia, como  HTTP (no obstante, las direcciones URL que terminan en ".html" no siempre son estáticas). Sin embargo, las interpretaciones laxas del término podrían incluir páginas web almacenadas en una base de datos, e incluso podrían incluir páginas formateadas utilizando una plantilla y servidas a través de un servidor de aplicaciones, siempre que la página servida no cambie y se presente esencialmente como almacenada.
Las páginas web estáticas son adecuadas para contenidos que nunca o rara vez necesitan ser actualizados, aunque los modernos sistemas de plantillas web están cambiando esto. El mantenimiento de un gran número de páginas estáticas como archivos puede ser poco práctico sin herramientas automatizadas, como los generadores de sitios estáticos. Otra forma de gestionar las páginas estáticas son los parques de código fuente compilado en línea, por ejemplo, GatsbyJS y GitHub pueden utilizarse para migrar un sitio de WordPress a páginas web estáticas. Cualquier personalización o interactividad tiene que funcionar del lado del cliente, lo cual es restrictivo.

### Ventajas de un sitio web estático
- Proporciona una mayor seguridad en los sitios web dinámicos (los sitios web dinámicos corren el riesgo de sufrir diversos tipos de ataques, como de web shell, si existe una vulnerabilidad)[7]
- Mejor rendimiento para los usuarios finales en comparación con los sitios web dinámicos[8]
- Menos o ninguna dependencia de sistemas como bases de datos u otros servidores de aplicación[9]
- Ahorro de costos por la utilización del almacenamiento en la nube, en lugar de un entorno alojado[10]

### Desventajas de un sitio web estático
- La funcionalidad dinámica debe realizarse en el lado del cliente,[6] lo que afecta negativamente la indexación SEO del contenido, y compromete un mayor consumo de recursos del sistema del dispositivo del usuario. La funcionalidad dinámica alcanzable con un sitio estático, está, a su vez, muy limitada a tan solo aquellos recursos disponibles localmente.